# Mistrzostwa Panamerykańskie w Zapasach 2008
Mistrzostwa rozegrano 29 lutego 2008 roku w mieście Colorado Springs.

## Tabela medalowa
|     | Państwo   |    |    |    | Razem: |
| --- | --------- | -- | -- | -- | ------ |
| 1.  | USA       | 9  | 6  | 6  | 21     |
| 2.  | Kuba      | 8  | 2  | 2  | 12     |
| 3.  | Kanada    | 3  | 5  | 6  | 14     |
| 4.  | Peru      | 1  | 0  | 1  | 2      |
| 5.  | Wenezuela | 0  | 2  | 5  | 7      |
| 6.  | Meksyk    | 0  | 2  | 4  | 6      |
| 7.  | Kolumbia  | 0  | 2  | 3  | 5      |
| 8.  | Brazylia  | 0  | 1  | 3  | 4      |
| 9.  | Salwador  | 0  | 1  | 2  | 3      |
| 10. | Portoryko | 0  | 0  | 1  | 1      |
| 10. | Panama    | 0  | 0  | 1  | 1      |
|     | razem:    | 21 | 21 | 34 | 76     |

## Wyniki

### W stylu klasycznym
| Waga   | złoty             | srebrny           | brązowy             | brązowy                 |
| ------ | ----------------- | ----------------- | ------------------- | ----------------------- |
| 55 kg  | Yagnier Hernández | Jorge Cardozo     | Josh Habeck         | ----                    |
| 60 kg  | Roberto Monzón    | Manuel López      | Iván de Jesús Duque | Joseph Samuel Betterman |
| 66 kg  | Alaín Milián      | Endrix Arteaga    | Ulises Barragán     | Jacob Curby             |
| 74 kg  | Sixto Barrera     | T.C. Dantzler     | Elton Brown         | Odelis Herrero          |
| 84 kg  | Yunior Estrada    | Chas Betts        | Cristian Mosquera   | Victor Sprenger         |
| 96 kg  | Justin Ruiz       | Yosvani Goicochea | Scott Seeley        | ----                    |
| 120 kg | Mijaín López      | Russ Davie        | Rafael Barreno      | Rodrigo Artilheiro      |

### W stylu wolnym
| Waga   | złoty                 | srebrny          | brązowy            | brązowy          |
| ------ | --------------------- | ---------------- | ------------------ | ---------------- |
| 55 kg  | Henry Cejudo          | Andy González    | Fredy Serrano      | John Pineda      |
| 60 kg  | Gia Sissaouri         | Guillermo Torres | Luis Portillo      | Mike Zadick      |
| 66 kg  | Geandry Garzón        | Haislan Veranes  | Ricardo Roberty    | Chris Bono       |
| 74 kg  | Iván Fundora          | Casey Cunningham | Jaime Espinal      | Matt Gentry      |
| 84 kg  | Joe Williams          | Jarlis Mosquera  | Adrián Jaoude      | Rosmel Gil       |
| 96 kg  | Michel Batista        | Damion Hahn      | William Serrano    | David Zilberman  |
| 120 kg | Thomas David Rowlands | Antoine Jaoude   | Lawrence Langowski | Alexis Rodríguez |

### W stylu wolnym kobiet
| Waga  | złoty             | srebrny                | brązowy             | brązowy                  |
| ----- | ----------------- | ---------------------- | ------------------- | ------------------------ |
| 48 kg | Clarissa Chun     | Íngrid Medrano Cuéllar | Thalía Mallqui      | Lindsay Rushton Prickett |
| 51 kg | Patricia Miranda  | Vanessa Brown          | ----                | ----                     |
| 55 kg | Tonya Verbeek     | Marcie Van Dusen       | Magdalena Arellano  | Marcia Andrades          |
| 59 kg | Tatiana Padilla   | Amanda Gerhart         | Wendy García        | ----                     |
| 63 kg | Martine Dugrenier | Sandra Roa             | Tori Adams          | Yoselin Rojas            |
| 67 kg | Elena Pirozhkova  | Megan Dolan            | ----                | ----                     |
| 72 kg | Stephanie Lee     | Ohenewa Akuffo         | Rosângela Conceição | ----                     |